# Syllimnophora tenuipennis
Syllimnophora tenuipennis är en tvåvingeart som beskrevs av Malloch 1934. Syllimnophora tenuipennis ingår i släktet Syllimnophora och familjen husflugor. Inga underarter finns listade i Catalogue of Life.